# Corinna capito
Corinna capito är en spindelart som först beskrevs av Lucas 1856.  Corinna capito ingår i släktet Corinna och familjen flinkspindlar. Inga underarter finns listade i Catalogue of Life.